# Rivolet
Rivolet è un comune francese di 571 abitanti situato nel dipartimento del Rodano della regione Alvernia-Rodano-Alpi.

## Geografia fisica

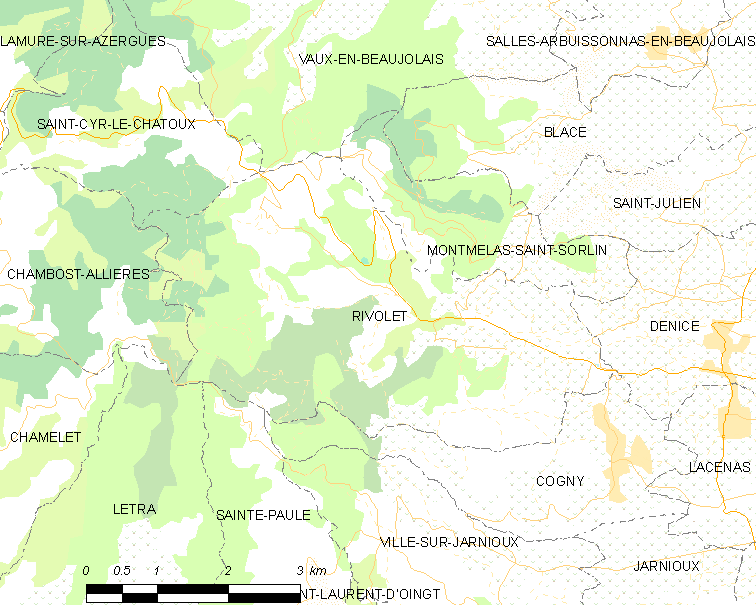
Situazione di Rivolet

## Società

### Evoluzione demografica
Abitanti censiti